# Préhistoire de l'île de Man

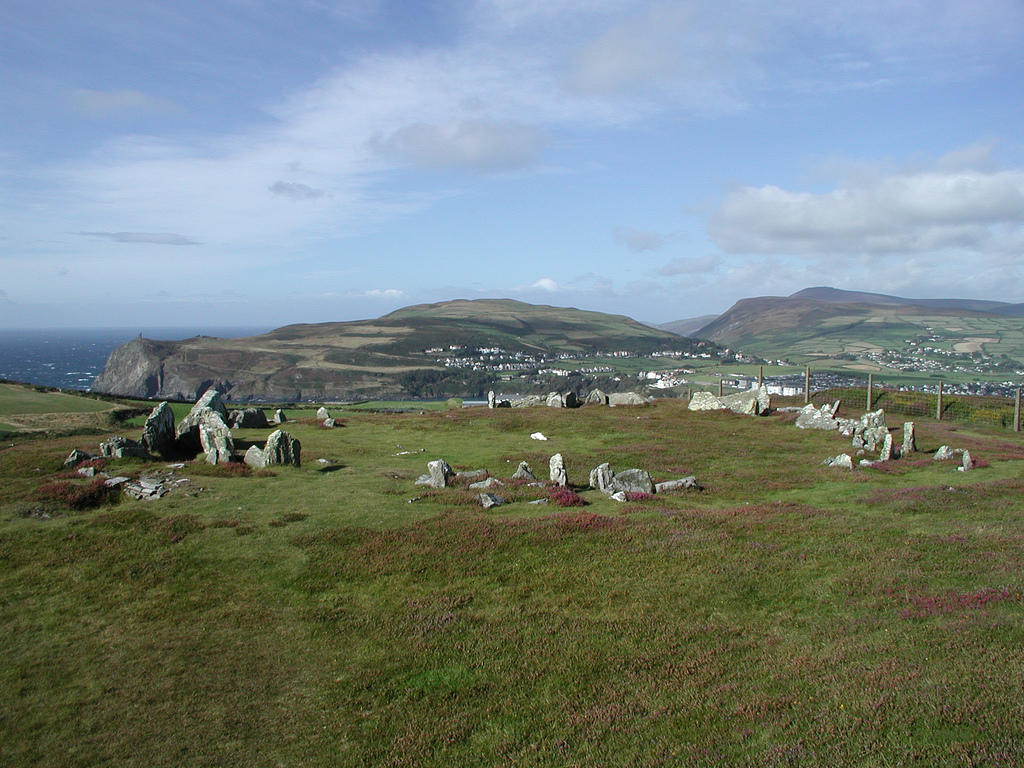
Le cromlech de Mull Hill, au sud de l'île de Man (vers -4000)

Des recherches récentes tendraient à montrer qu'avant 8500 av. J.-C., l'île de Man était reliée à la Cumbria au moyen d'une bande de terre qui a progressivement été envahie par la mer. Il n'existe pas de preuve pourtant qu'à cette époque Man était habitée.

## Périodes de la préhistoire mannoise

### Mésolithique mannois (VIe-IVemillénaires av. J.-C.)
L'arrivée de groupes humains sur l'île de Man semble toutefois antérieure d'au moins mille années aux principaux vestiges du Néolithique que l'on trouve sur plusieurs sites. Récemment, de nombreuses découvertes de silex taillés ont été faites à Andreas et à Bride et, dans une moindre mesure, à Jurby et Ballaugh, autrement dit sur les zones côtières du nord de l'île. Elles peuvent être estimées à l'ère du Mésolithique. Récemment, les vestiges d'un abri datant du Mésolithique ont été mis au jour dans une des extensions de l'aéroport du Ronaldsway. Des restes de bois brulé et environ 12 000 silex taillés faisaient partie de la découverte. Si l'on considère que les Mannois de l'époque étaient théoriquement des nomades qui ne s'établissaient pas durablement en un endroit fixe, la structure solide de l'habitat découvert surprend. Composée d'une cuisine et d'une pièce chauffée, l'habitation est faite de pièces de bois très solides, ce qui pourrait faire assimiler le site à une réelle maison. Il s'agirait de la plus vieille demeure découverte à ce jour sur l'île de Man.
La localisation de ces lieux habités dès ces temps reculés n'est pas due au hasard. Elle correspond à une région au sol léger et peu boisé, dont l'agriculture nécessite un arrosage régulier. La situation est vraie aujourd'hui ; elle l'était davantage encore à l'époque, l'Europe n'étant pas encore entrée dans la période atlantique, plus humide.

### Néolithique mannois (IVeetIIIemillénaires av. J.-C.)

#### Arrivée des agriculteurs

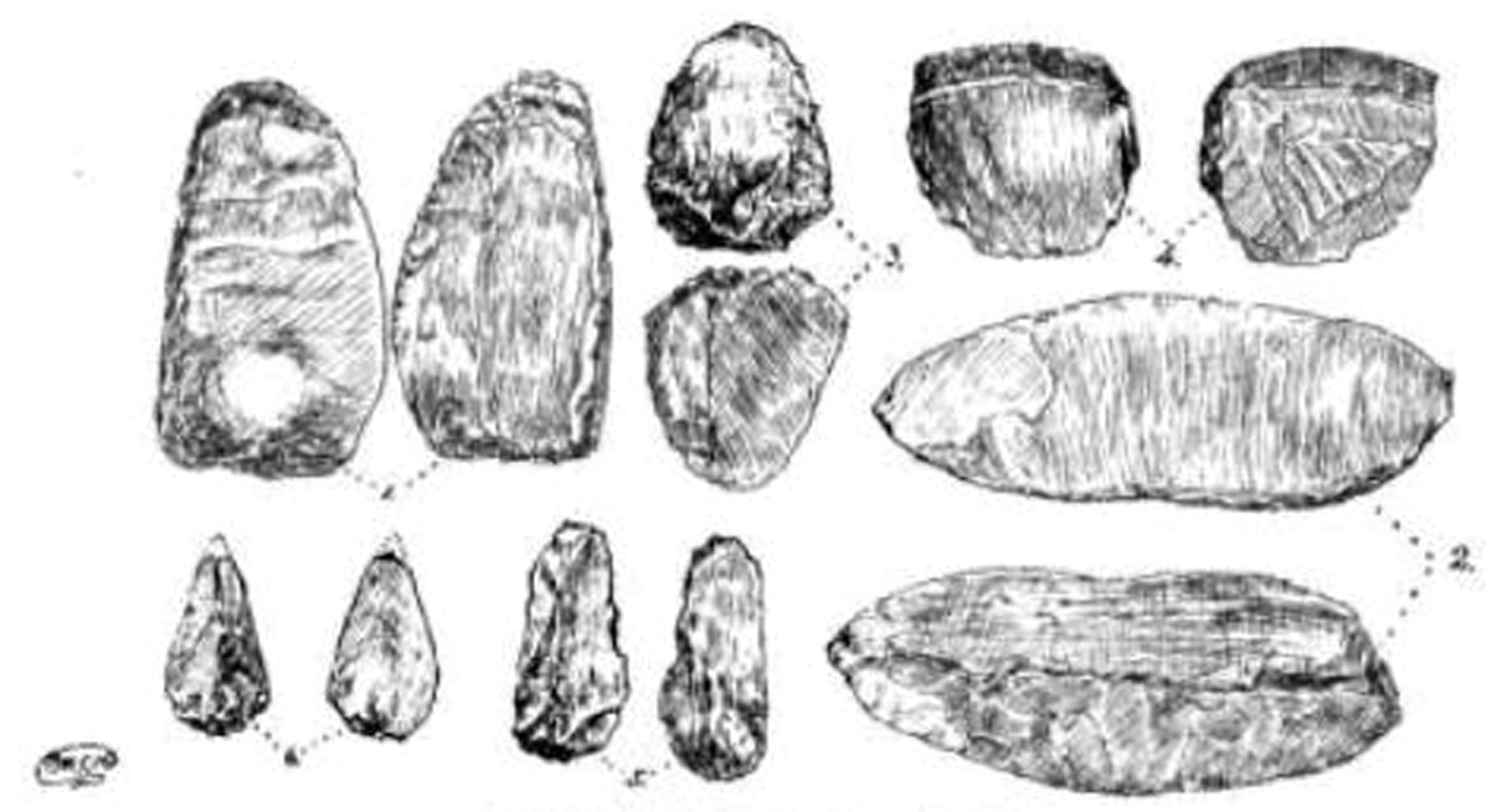
Outils taillés découverts dans le secteur de Mull Hill

Le Néolithique commence, sur l'ile de Man, avec l'arrivée de populations de cultivateurs. Ces fermiers sont équipés d'instruments aratoires efficaces, comme la hache de pierre.
C'est le Néolithique qui a laissé le plus de vestiges sur l'île de Man. Le site de Minorca, près de la petite ville de Laxey, abrite un cairn, dénommé la « Tombe du roi Orry » et attribué à tort au héros mannois Godred Crovan (mort en 1095). Cette tombe de 12 mètres de long lui est très antérieure et date de 4000 av. J.-C. environ. On date de la même période le site de Mull Hill, au sud de l'île, cercle de pierres de 18 mètres de diamètre. Le site de Cashtal yn Ard, dans la paroisse de Maughold, lui, est plus récent (2000 av. J.-C.). Pour des raisons religieuses liées à l'érection de tels cercles de pierre, le lieu devait offrir une vue parfaite et donc être totalement déboisé pour favoriser un alignement idéal. C'est pourquoi on pense qu'ils étaient élevés dans des endroits peuplés et où l'on menait une agriculture intensive. D'autres lieux ont connu des découvertes intéressantes, comme deux haches du Néolithique trouvées sur l'île de Saint-Patrick.

#### Poteries du Ronaldsway
On a coutume de donner à l'ensemble des sites néolithiques le nom générique de « sites néolithiques du Ronaldsway », qui identifie l'ensemble des traces laissées par les fermiers mannois. Ils montrent que la terre était cultivée avant l'introduction des premiers outils en métal. Ce terme de « site du Ronaldsway » fait allusion à la découverte dans les années 1930 de restes de huttes de la fin du Néolithique (2200 à 1900 av. J.-C.), dans cette région du sud de l'île. Ce sont les poteries de cette période qui reçoivent cette appellation.
Elles sont faites d'un matériau tantôt fin, tantôt grossier, mais toutes se caractérisent par une forme en biseau ou un bord épais. Ces poteries sont de forme droite et leur fond est arrondi.
Pour l'essentiel, ces poteries se retrouvent sur deux sites de l'île de Man : dans le Ronaldsway, bien sûr, mais aussi au nord de l'île, près de la ville de Ramsey, deux sites à plus de 200 mètres d'altitude, ce qui semble confirmer que les populations de la fin du Néolithique privilégiaient les zones d'altitude où le climat favorisait l'exploitation de la tourbe. C'est ainsi que l'on a daté de la fin du Néolithique un site d'exploitation de tourbe sur les pentes sud du Snaefell.
Une découverte archéologique tend à démontrer qu'un village sédentaire installé dans le Ronaldsway aurait été détruit par un terrible incendie vers 3500 av. J.-C. Une demi-douzaine de structures circulaires présentaient des traces d'incendie indéniable, laissant entrevoir une tragédie dans ce village du sud-est de l'île.

### Âge du bronze (1800 –1000av. J.-C.)

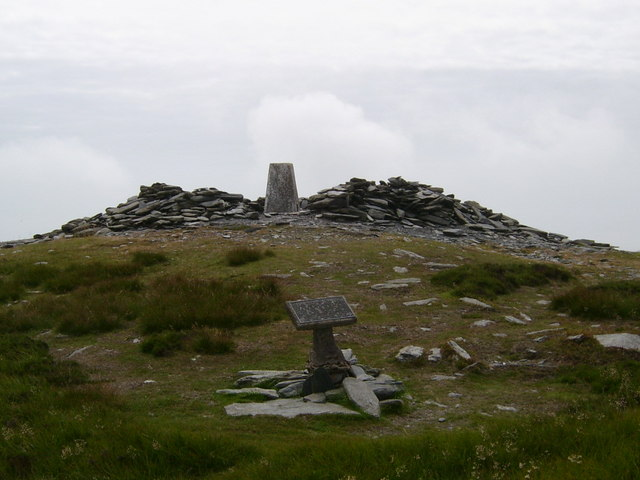
Le sommet du South Barrule et ses fortifications

Le climat se réchauffant et devenant plus sec, l'agriculture devient plus facile. Toutes les régions de l'île de Man en tirent profit, même les hauteurs jusqu'alors négligées.
En comparaison du Néolithique, l'Âge du bronze a livré peu de sites sur l'île de Man. Les outils employés sont similaires à ceux qui sont utilisés au même moment en Ulster, ce qui peut suggérer des échanges commerciaux entre l'Ulster et le Galloway dont profitait l'île de Man. On ne peut toutefois pas exclure que le bronze eût pu être extrait sur l'île même. Il y avait en effet des dépôts de bronze sur la péninsule de Langness et la colline de Bradda. Sur la fin de l'Âge du bronze, il n'y a plus de particularité mannoise, ce qui implique de larges échanges dans la région.
Cette époque marque aussi le début des structures militaires défensives, comme sur la colline de South Barrule. Deux remparts circulaires fortifiés laissent supposer que la communauté y ressentait la nécessité de s'unir pour faire face à l'adversité.

#### Tumulus et tombes communes
Le début de l'Âge du bronze marque le début du développement des pratiques funéraires. Les cimetières destinés à la communauté et les tumulus voient le jour. À l'origine, les tombes étaient placées dans des coffres de pierre. On trouve ce type de tombe à Saint John's, près du tumulus du Tynwald (qui est lui-même un tumulus funéraire), ainsi qu'à Balladoole.
D'autres tumulus de l'île sont visiblement de la même période, la plupart sur des hauteurs, comme des collines ou des promontoires.

#### Climat de l'Âge du bronze
Le climat du début de l'Âge du bronze est, dans toute l'Europe septentrionale, plus chaud et plus sec. En Bretagne insulaire, cette période est marquée par l'installation de populations d'agriculteurs qui utilisaient des clôtures de pierre pour délimiter les propriétés (dans le Dartmoor notamment). Ce genre de découverte n'a pas été fait sur l'île de Man, même s'il apparait évident qu'il devait en exister.

### Âge du fer (à partir de500av. J.-C.)
L'Âge du fer sur l'île de Man voit l'installation de forts sur des hauteurs côtières, comme à Close ny Chollagh, à Cronk ny Merriu, à Cass ny Hawin, à Langness, et sur dix-huit autres sites. D'autres fortifications sont érigées sur les hauteurs, comme Cronk Sumark, Maughold Head, Burroo Ned, Chapel Hill, et sans doute aussi le South Barrule.
Les fondations d'un village pré-chrétien ont été découvertes sur l'île de Saint-Patrick. Ce site inclut un hangar à grain, qui laisse entrevoir une communauté dédiée à la politique et à l'économie et qui fait du village de Saint-Patrick une place forte de cette époque.
Dans le même ordre d'idées, des découvertes similaires ont été faites dans les années 1940 à Ballacagan et Ballanorris. Elles consistent en des maisons (ou des huttes) rondes qui peuvent aller jusqu'à 30 mètres de diamètre. Le professeur P. Gelling les considère comme une variante mannoise du crannog d'Écosse.
La localisation de ces sites, souvent dans des zones difficiles d'accès, tend à prouver que les sociétés vivaient dans une relative autarcie, ce qui correspond à la situation de l'île de Bretagne au même moment.

## Sites principaux de la préhistoire sur l'île de Man

### Ronaldsway
De nombreuses découvertes archéologiques liées à la préhistoire ont été faites dans la région et montrent que le Ronaldsway a abrité des populations parmi les premières de l'île, alors nomades, puis des villages du Néolithique et de l'Âge du bronze. On a coutume de donner à l'ensemble de ces sites le nom générique de « sites néolithiques du Ronaldsway », qui identifie l'ensemble des traces laissées par les fermiers mannois et qui rappelle la richesse du patrimoine préhistorique de la région. Ils montrent que la terre était cultivée avant l'introduction des premiers outils en métal. Ce terme de « site du Ronaldsway » fait allusion à la découverte dans les années 1930 de restes de huttes de la fin du Néolithique (2200 à 1900 av. J.-C.) dans cette région du sud de l'île. Ce sont les poteries de cette période qui reçoivent cette appellation.

### South Barrule
Le sommet du South Barrule présente de toute évidence les vestiges de fortifications remontant probablement à la fin de l'Âge du bronze ou au début de l'Âge du fer, soit au VIe ou VIIe siècle av. J.-C. Des éléments défensifs ont été retrouvés sur place, comme des assemblages de troncs taillés en pointe, appelés chevaux de frise, permettant de retarder une attaque massive vers le sommet. Des lignes entières ont été mises au jour. Ce système de défense ne semble se retrouver dans aucun autre site des îles Britanniques. Il ne convient toutefois pas de considérer que ce fort a fait l'objet d'une occupation permanente tout au long des siècles. Son altitude et sa déclivité n'en rendaient pas l'accès aisé. Le site pouvait toutefois accueillir une population conséquente. Son rempart intérieur contenait au moins 80 maisons circulaires dont on voit encore les fondations.